# 后罩房

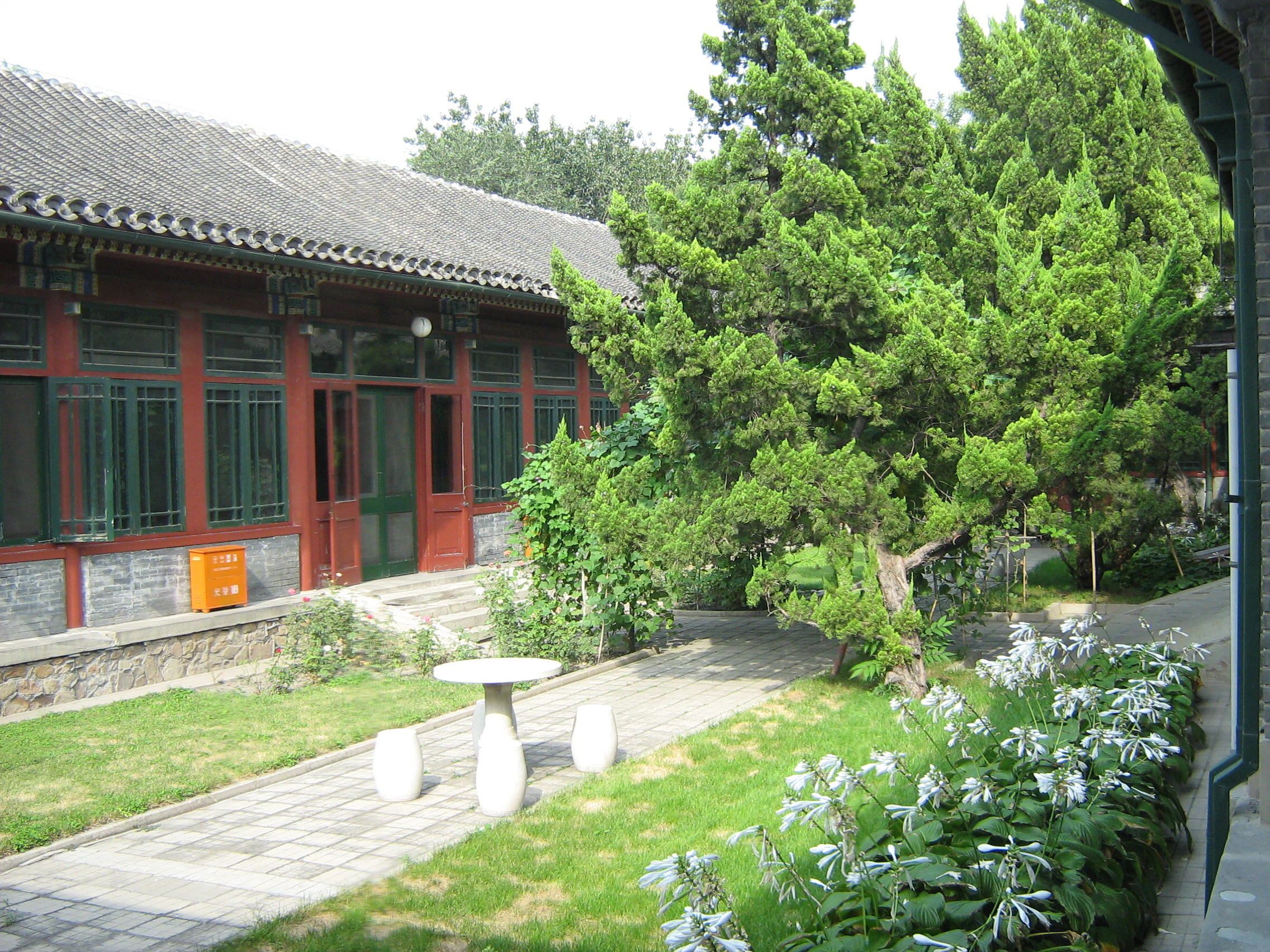
北京郭沫若故居的后罩房

后罩房是指两进以上四合院中正房后面同正房平行的一排房屋，若为二层以上则为后罩楼。
后罩房和正房朝向一致，坐北朝南，其间数一般是和倒座房相同，以尽量添满住宅基地的宽度。 后罩房的等级低于正房和厢房，故其大小相比而言稍小。
后罩房位于四合院的最后，比较隐秘，一般是女儿和女佣等女眷居住之地或為全宅堆放雜物處。